# Alemtuzumab
L'alemtuzumab (commercialisé sous les noms de Campath, MabCampath, Campath-1H et plus récemment de Lemtrada) est un anticorps monoclonal IgG1 kappa humanisé produit par génie génétique et spécifique d'une glycoprotéine de 21 à 28 kDa située à la surface des lymphocytes (CD52).

## Indications
Il est principalement utilisé en thérapie contre les leucémies lymphoïdes chroniques.
Le 28 juin 2013, le comité des médicaments à usage humain (CHMP) de l'Agence européenne des médicaments (EMA) a rendu un avis positif pour l'anticorps monoclonal alemtuzumab commercialisé sous le nom de Lemtrada dans la sclérose en plaques récurrente-rémittente (SEP-R) de l'adulte. En 2019, elle en réexamine le rapport bénéfices-risques pour cette indication à la suite de notifications de réactions cardiovasculaires graves, d’hépatites auto-immunes récemment identifiées et de lymphohistiocytoses hémophagocytaires.